# Eblisia celebia
Eblisia celebia är en skalbaggsart som först beskrevs av Sylvain Auguste de Marseul 1861.  Eblisia celebia ingår i släktet Eblisia och familjen stumpbaggar. Inga underarter finns listade i Catalogue of Life.